# Thoros III van Armenië
Thoros III of Toros III (Armeens: Թորոս Երրորդ) (Mamistra, ca. 1271 – Partzerpert, 23 juli 1298) was koning van Armeens Cilicië, van 1293 tot 1295 en tot 1298 als co-regent. Hij was een zoon van Leo III van Armenië en Kyranna (Keran) de Lampron, en maakte deel uit van de Hetoumide-dynastie.
In 1293 maakte zijn oudere broer Hethum II plaats voor hem. Maar in 1295 vroeg Thoros zijn broer op zijn besluit terug te keren. Samen vormden ze een sterke partij om bondgenootschappen te sluiten met de Mongolen. Ook het Byzantijnse Rijk werd gestrikt, waarbij ze hun zuster Rita aanboden voor een huwelijk met keizer Michael IX Paleologus in 1296. Bij terugkomst in Armenië worden Hethum II en Thoros III gevangengenomen door hun jongere broer Sempad en opgesloten in de burcht Partzepert. Thoros werd gewurgd op 23 juli 1298 in gevangenschap, mogelijk door een van zijn jongere broers of door een huurling.
Thoros was getrouwd met Margreta van Lusignan, dochter van Hugo III van Cyprus; het huwelijk vond plaats op 9 januari 1288. Uit dit huwelijk kwam een zoon Leo IV van Armenië; deze werd in 1300 erfgenaam van Hethum II, omdat die kinderloos bleef en zijn twee jongere broers Sempad en Constantijn hem verraden hadden.